# Kadindi Barat
Kadindi Barat is een bestuurslaag in het regentschap Dompu van de provincie West-Nusa Tenggara, Indonesië. Kadindi Barat telt 3823 inwoners (volkstelling 2010).